# Rommersheim
Rommersheim ist eine Ortsgemeinde im Eifelkreis Bitburg-Prüm in Rheinland-Pfalz. Sie gehört der Verbandsgemeinde Prüm an.

## Geographie
Rommersheim  liegt im Naturpark Nordeifel in der Nähe des Schneifel-Höhenrückens am Oberlauf der Nims.
Die Gemeinde besteht aus den beiden Ortsteilen Rommersheim und Ellwerath. Zum Ortsteil Rommersheim gehören auch die Wohnplätze Breitwiesental, Meuteshof, Rommersheimerheld und Weinsheimerheld.

## Geschichte
Der Ortsname ist evtl. germanischen Ursprungs: „Heim des Romar (Hruomar)“. Aus der vorkarolingischen Zeit sind Urkunden nicht im Original erhalten, sondern nur in späteren Abschriften. Erstmals urkundlich erwähnt wird Rommersheim in einer Schenkung König Pippins, die im Liber Aureus des Klosters Prüm enthalten und in den Regesta Imperii abgedruckt ist (RI I., Nr. 95, datiert 13. August 762).
Das Gebiet um den heutigen Ort war bereits zur Römerzeit besiedelt, was durch Grabfunde belegt werden konnte. Zum einen wurde 1843 ein Brandgräberfeld entdeckt und zum anderen in den Jahren um 1950 sechs Grabhügel südöstlich des Ortes in einem Waldgebiet. Als Beigaben konnten in den Brandgräbern unter anderem Krüge, Teller, Münzen und die Reste der „Urnen“ beobachtet werden.
Rommersheim war wohl der zentrale Siedlungsort der Caeroser (Karoser/Käruser) im Carosgau. Der Ort gehörte bereits 762  zur Grundherrschaft der Abtei Prüm (später Fürstabtei). Bis 1190 war Rommersheim Urpfarrei für viele Orte in der Umgebung. Bis 1330 entstanden die Pfarreien Prüm, Olzheim, Gondenbrett, Wetteldorf, Fleringen, Weinsheim, Wallersheim, Schwirzheim, Mürlenbach, Birresborn, Densborn, Duppach, Lauch und Pronsfeld.
1498 wird die heutige Pfarrkirche St. Maximin auf Fundamenten älterer Vorgängerbauten (von etwa 650 und 1063 n. Chr.) erbaut. 1576 verleibte sich der Erzbischof von Trier die Abtei Prüm in sein Kurfürstentum ein und damit gehörte auch Rommersheim zu Kurtrier. 1794 marschierten die französischen Revolutionstruppen ein. Nach 1798 entstand die Mairie Rommersheim im Arrondissement Prüm. 1815 wurde die Region Preußen zugeteilt, die Bürgermeisterei Rommersheim gehörte nun zum Kreis Prüm. Am 1. Januar 1971 wurde die bis dahin selbständige Gemeinde Ellwerath mit damals 56 Einwohnern nach Rommersheim eingemeindet.
Bevölkerungsentwicklung
Die Entwicklung der Einwohnerzahl von Rommersheim auf dem Gebiet der heutigen Gemeinde; die Werte von 1871 bis 1987 beruhen auf Volkszählungen:

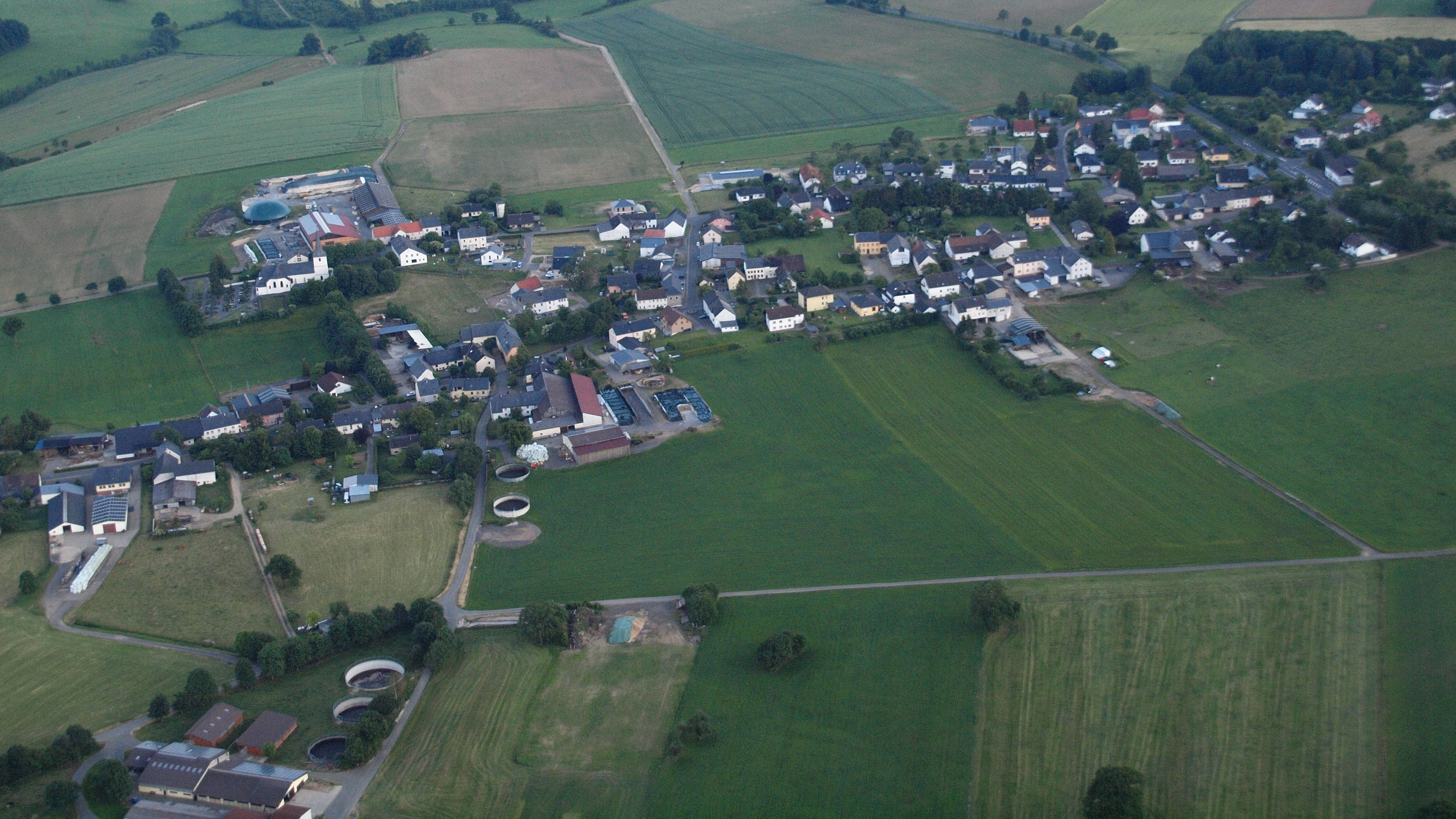
Rommersheim, Luftaufnahme (2015)

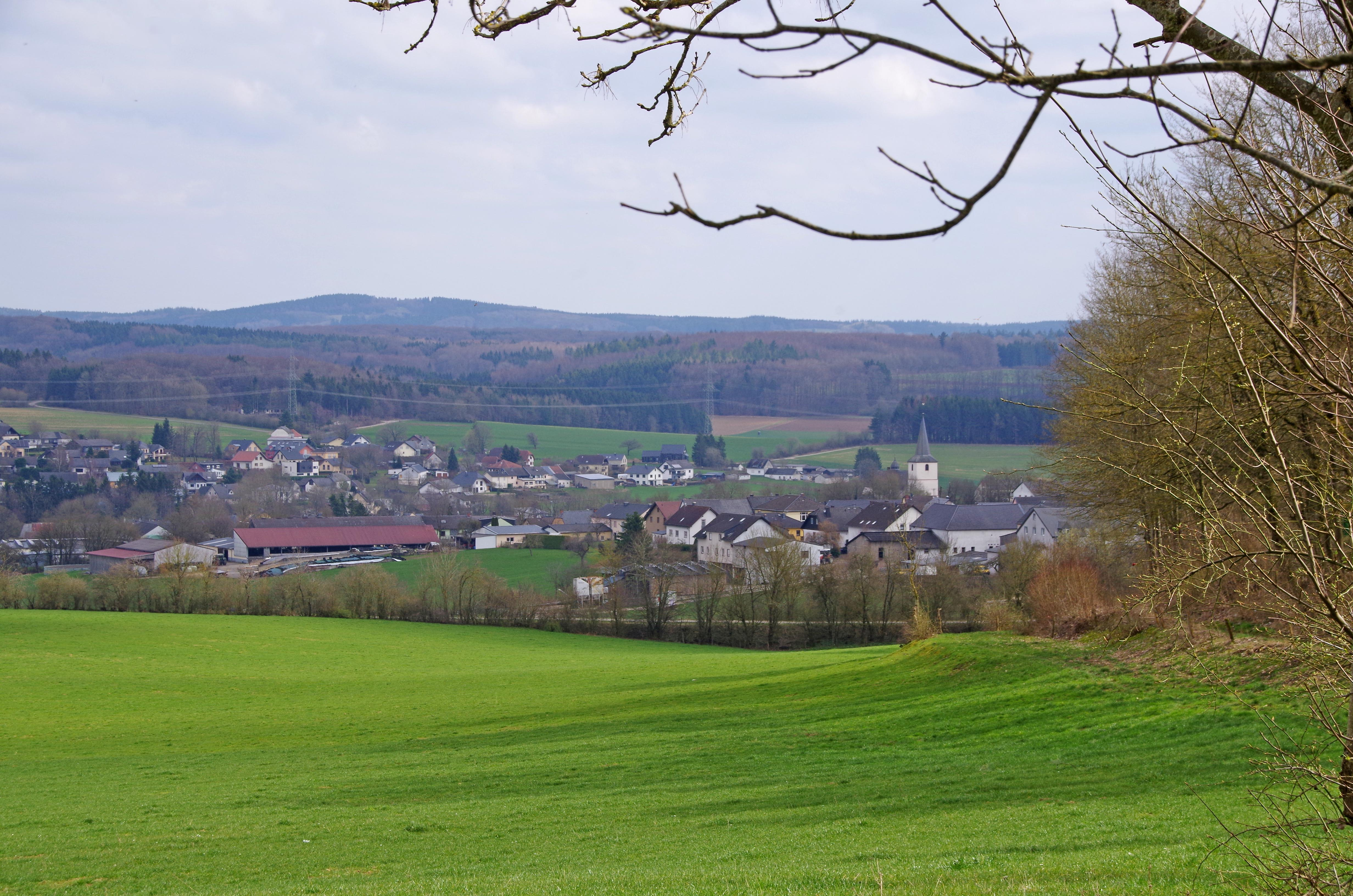
Rommersheim, Blick von Nordwesten

| Jahr | Einwohner |
| ---- | --------- |
| 1815 | 243       |
| 1835 | 398       |
| 1871 | 439       |
| 1905 | 439       |
| 1939 | 427       |
| 1950 | 467       |
| 1961 | 437       |

| Jahr | Einwohner |
| ---- | --------- |
| 1970 | 449       |
| 1987 | 575       |
| 1997 | 613       |
| 2005 | 632       |
| 2011 | 651       |
| 2017 | 655       |
| 2023 | 672       |

## Politik

### Bürgermeister
Helmut Nober wurde am 1. Juni 2011 Ortsbürgermeister von Rommersheim. Bei der Direktwahl am 26. Mai 2019 wurde er mit einem Stimmenanteil von 88,53 % für weitere fünf Jahre in seinem Amt bestätigt. Er wurde im Juni 2024 wiedergewählt.
Nobers Vorgänger, sein Vater Ignaz Nober, hatte das Amt 42 Jahre ausgeübt.

### Wappen
| Wappen von Rommersheim | Blasonierung: „Schräggeteilt, oben in Gelb ein rotes Ankerkreuz, unten in Grün ein silberner Balken, belegt mit 3 schwarzen Vögeln.“ |
| Wappen von Rommersheim | Wappenbegründung: Das Rommersheimer Wappen entstand aus zwei Wappenbildern. Beide stammen von Rittergeschlechtern die sich von Rommersheim nannten und im Amt Schönecken lebten. Der Burgmann Diedrich von Rommersheim führte ein rotes Ankerkreuz auf goldenem Grund. Der Balken mit den drei schwarzen Vögeln entstammt einem Siegel, dessen Farben nicht überliefert sind. |

## Sehenswürdigkeiten
- Die Pfarrkirche St. Maximin ist ein spätgotischer dreijochiger Saalbau mit dreigeschossigem Turm aus dem 19. Jahrhundert.
- Der historische Ortskern zeigt restaurierte und renovierte Eifler Bauernhäuser.